# Ervin Johnson
Ervin Johnson jr. (New Orleans, 21 dicembre 1967) è un ex cestista statunitense, professionista nella NBA.

## Carriera al college
Dopo aver lavorato per circa 3 anni in un supermercato a Baton Rouge, fu scoperto dal padre di un giocatore di baseball dell'università di New Orleans mentre imbustava dei prodotti e fu informato della mancanza di altezza della squadra di basket della stessa università. Pochi giorni dopo fece un incontro col coach della squadra Tim Floyd, che inizialmente pensava fosse uno scherzo.
La squadra con lui raccolse 87 vittorie, con 2 partecipazioni al torneo NCAA e una al torneo NIT. Quando finì la sua carriera al college era il secondo miglior marcatore di sempre nella storia dell'università, 1608 punti, primo di sempre in percentuale di tiro dal campo, 59%, primo di sempre in doppie doppie con 55, primo di sempre in rimbalzi con 1287, circa 10.5 a partita, terzo di sempre in partite in doppia cifra di punti, 81, ottavo di sempre in palle rubate, 109, secondo di sempre in partite giocate,123, e primo di sempre in stoppate, 294. È stato nominato All-American South Conference nel 1990-91, All-Sun Belt Conference 1991-92 e Sun Belt Conference Player oh the Year nel 1992-93.
È stato selezionato dai Seattle SuperSonics al primo giro del Draft NBA 1993 (23ª scelta assoluta).
Con gli Stati Uniti ha disputato le Universiadi di Sheffield 1991.

## Statistiche

### College
| Anno      | Squadra         | PG  | PT | MP   | TC%  | 3P% | TL%  | RP   | AP  | PRP | SP  | PP   |
| --------- | --------------- | --- | -- | ---- | ---- | --- | ---- | ---- | --- | --- | --- | ---- |
| 1989-1990 | N.O. Privateers | 32  | -  | 23,7 | 57,9 | -   | 56,1 | 6,8  | 0,9 | 0,9 | 1,9 | 6,3  |
| 1990-1991 | N.O. Privateers | 30  | -  | 30,0 | 57,2 | -   | 53,7 | 12,2 | 1,1 | 0,7 | 2,5 | 12,7 |
| 1991-1992 | N.O. Privateers | 32  | 32 | 33,5 | 58,4 | -   | 71,3 | 11,1 | 1,8 | 1,0 | 2,5 | 15,4 |
| 1992-1993 | N.O. Privateers | 29  | 29 | 33,3 | 61,9 | -   | 67,4 | 11,9 | 0,6 | 0,9 | 2,7 | 18,4 |
| Carriera  | Carriera        | 123 | 61 | 30,0 | 59,1 | -   | 64,6 | 10,5 | 1,1 | 0,9 | 2,4 | 13,1 |

### NBA

#### Regular Season
| Anno      | Squadra            | PG  | PT  | MP   | TC%  | 3P%  | TL%  | RP   | AP  | PRP | SP  | PP  |
| --------- | ------------------ | --- | --- | ---- | ---- | ---- | ---- | ---- | --- | --- | --- | --- |
| 1993-1994 | Seattle S.Sonics   | 45  | 3   | 6,2  | 41,5 | -    | 63,0 | 2,6  | 0,2 | 0,2 | 0,5 | 2,6 |
| 1994-1995 | Seattle S.Sonics   | 64  | 30  | 14,2 | 44,3 | 0,0  | 63,0 | 4,5  | 0,3 | 0,3 | 1,0 | 3,1 |
| 1995-1996 | Seattle S.Sonics   | 81  | 60  | 18,8 | 51,1 | 33,3 | 66,9 | 5,3  | 0,6 | 0,5 | 1,6 | 5,5 |
| 1996-1997 | Denver Nuggets     | 82  | 82  | 31,7 | 52,0 | 0,0  | 61,5 | 11,1 | 0,9 | 0,8 | 2,8 | 7,1 |
| 1997-1998 | Milwaukee Bucks    | 81  | 81  | 27,9 | 53,7 | -    | 60,1 | 8,5  | 0,7 | 1,0 | 2,0 | 8,0 |
| 1998-1999 | Milwaukee Bucks    | 50  | 7   | 20,5 | 50,8 | -    | 61,0 | 6,4  | 0,4 | 0,6 | 1,1 | 5,1 |
| 1999-2000 | Milwaukee Bucks    | 80  | 74  | 26,6 | 51,6 | 0,0  | 60,5 | 8,1  | 0,6 | 1,0 | 1,6 | 4,8 |
| 2000-2001 | Milwaukee Bucks    | 82  | 19  | 24,2 | 54,5 | -    | 53,8 | 7,5  | 0,5 | 0,5 | 1,2 | 3,2 |
| 2001-2002 | Milwaukee Bucks    | 81  | 9   | 20,5 | 46,1 | 0,0  | 45,5 | 5,8  | 0,3 | 0,5 | 1,0 | 2,6 |
| 2002-2003 | Milwaukee Bucks    | 69  | 17  | 17,0 | 45,2 | -    | 68,2 | 4,3  | 0,3 | 0,5 | 0,9 | 2,2 |
| 2003-2004 | Minnesota T'wolves | 66  | 47  | 14,6 | 53,4 | 0,0  | 60,7 | 3,5  | 0,4 | 0,4 | 0,7 | 1,9 |
| 2004-2005 | Minnesota T'wolves | 46  | 23  | 8,9  | 51,9 | 100  | 64,0 | 2,5  | 0,1 | 0,2 | 0,3 | 1,6 |
| 2005-2006 | Milwaukee Bucks    | 18  | 0   | 4,5  | 41,2 | -    | 50,0 | 1,3  | 0,1 | 0,1 | 0,1 | 0,8 |
| Carriera  | Carriera           | 845 | 452 | 20,1 | 50,5 | 20,0 | 60,5 | 6,1  | 0,5 | 0,6 | 1,3 | 4,1 |

#### Playoffs
| Anno     | Squadra            | PG | PT | MP   | TC%  | 3P% | TL%  | RP   | AP  | PRP | SP  | PP  |
| -------- | ------------------ | -- | -- | ---- | ---- | --- | ---- | ---- | --- | --- | --- | --- |
| 1994     | Seattle S.Sonics   | 2  | 0  | 4,0  | 0,0  | -   | -    | 2,0  | 0,0 | 0,0 | 0,0 | 0,0 |
| 1995     | Seattle S.Sonics   | 4  | 2  | 13,5 | 28,6 | -   | 100  | 5,3  | 0,0 | 0,3 | 1,0 | 3,5 |
| 1996     | Seattle S.Sonics   | 18 | 18 | 14,1 | 37,1 | -   | 81,8 | 3,9  | 0,4 | 0,3 | 0,8 | 3,1 |
| 1999     | Milwaukee Bucks    | 3  | 2  | 30,7 | 46,2 | -   | 50,0 | 6,0  | 0,3 | 0,7 | 1,7 | 4,3 |
| 2000     | Milwaukee Bucks    | 5  | 5  | 31,0 | 50,0 | -   | 61,1 | 9,8  | 0,4 | 1,2 | 1,2 | 6,2 |
| 2001     | Milwaukee Bucks    | 18 | 10 | 32,1 | 57,4 | -   | 62,5 | 10,8 | 0,6 | 0,5 | 2,1 | 5,4 |
| 2003     | Milwaukee Bucks    | 6  | 3  | 12,7 | 37,5 | -   | -    | 4,0  | 0,5 | 0,5 | 0,8 | 1,0 |
| 2004     | Minnesota T'wolves | 18 | 16 | 19,8 | 50,0 | -   | 62,5 | 4,7  | 0,7 | 0,6 | 0,6 | 2,7 |
| 2006     | Milwaukee Bucks    | 3  | 0  | 3,7  | 0,0  | -   | 100  | 1,3  | 0,0 | 0,3 | 0,0 | 0,7 |
| Carriera | Carriera           | 77 | 56 | 20,5 | 46,2 | -   | 67,8 | 6,1  | 0,5 | 0,5 | 1,1 | 3,5 |

## Palmarès
- 1 volta maggior numero di rimbalzi difensivi in stagione NBA